# Fußballauswahl des FLN
Die Fußballauswahl des FLN (auch als „Unabhängigkeitself“, französisch Onze de l’indépendance, bezeichnet; arabisch فريق جبهة التحرير الوطني لكرة القدم, DMG farīq ǧabhat at-taḥrīr al-waṭanī li-kurat al-qadam) war eine Mannschaft, die im Auftrag der algerischen Unabhängigkeitsbewegung Front de Libération Nationale (FLN) Fußballspiele austrug, um als „Botschafter der algerischen Nation“ die Selbständigkeit der französischen Kolonie zu propagieren und für internationale Unterstützung zu werben. Das Team bestritt während des Algerienkrieges zwischen 1958 und 1962 in Osteuropa, Asien und Afrika etwa 80 Begegnungen, wobei es sportlich sehr erfolgreich war. Es setzte sich aus Spielern zusammen, die bis unmittelbar vor seiner Gründung größtenteils in der professionellen Première Division des „Mutterlandes“ Frankreich, vereinzelt auch bei nordafrikanischen Vereinen tätig waren. Nachdem Algerien die Unabhängigkeit erlangt hatte, arbeiteten zahlreiche seiner rund 30 Mitglieder als Spieler, Trainer oder Funktionäre im 1963 gegründeten algerischen Fußballverband mit; in die französischen Profiligen kehrte nur eine Minderheit von ihnen zurück. Wegen dieser personellen Kontinuität gilt die FLN-Auswahl als legitimer Vorgänger der Fennecs, der offiziellen Nationalmannschaft des Landes, als die sie zahlreiche Algerier auch damals schon ansahen.

## Historischer Hintergrund
Algerien war seit der zweiten Hälfte des 19. Jahrhunderts ein Teil der französischen Kolonialbesitzungen in Nordafrika; da es Hauptziel der Immigration von Festlandsfranzosen – aber auch zahlreicher Spanier und Italiener – war, wurde das Gebiet politisch und verwaltungsmäßig zunehmend enger an Frankreich angebunden. Die an der Mittelmeerküste gelegenen Siedlungskerne Algier, Oran, Constantine und Bône wurden zu Hauptorten und Präfektursitzen von vier Départements, die als „französisches Algerien“ (Algérie française) integraler Bestandteil des französischen Staates waren. Innerhalb der algerischen Gesellschaft dominierten die Angehörigen der europäischen Einwanderer, in Frankreich als Algerienfranzosen bzw. Pieds-Noirs („Schwarzfüße“) bezeichnet; auch die Zivilverwaltung und die Besatzungsarmee standen fest unter europäischer Kontrolle.
Die „Nationale Befreiungsfront“ FLN war die aus der paramilitärischen Organisation Spéciale (OS) von 1947 und dem Comité révolutionnaire d'unité et d'action (CRUA) von 1954 entstandene Nachfolgeorganisation, die einen Plan für den Unabhängigkeitskrieg gegen Frankreich ausarbeiten und dabei die strukturellen und strategischen Fehler der vorangegangenen Jahre vermeiden wollte.
Wenngleich der Beginn des Algerienkriegs bereits auf 1954 zu datieren ist, nahmen die militärischen Auseinandersetzungen zwischen bewaffneten Kräften des einheimischen FLN und der französischen Armee nach der Schlacht von Algier (1957) eine neue Qualität an. Die Brutalität der „antirevolutionären Kriegführung“ unter General Salan und die Repressionsmaßnahmen der Verwaltungsorgane verstärkten die Unterstützung weiter Teile der Bevölkerung für den FLN. Der Konflikt wirkte sich auf alle Lebensbereiche aus: so explodierte am 10. Februar 1957 unter anderem eine Bombe im Fußballstadion von El Biar und tötete acht Fans, woraufhin französische Zuschauer drei Algerier lynchten. Überlagert wurde dieser Kolonialkrieg von einem blutigen „Bruderkonflikt“ zwischen dem FLN und dem Mouvement National Algérien (MNA) unter Messali Hadj, der hauptsächlich in Frankreich selbst ausgetragen wurde. So tötete ein FLN-Mitglied den wegen seiner moderaten Haltung als „Verräter“ bezeichneten Nationalversammlungsabgeordneten Ali Chekkal am 26. Mai 1957, während dieser auf der Haupttribüne des Pariser Olympiastadions an der Seite von Staatspräsident René Coty dem französischen Pokalfinale beiwohnte.
Der auch für Frankreich schmerzhafte Prozess der Entkolonialisierung als Folge des Indochinakriegs – von der militärischen Niederlage in Vietnam (1954) über die Unabhängigkeit Marokkos und Tunesiens hin zur Suezkrise (1956) – beschleunigte das Ende der Vierten Republik; am 1. Juni 1958 wurde Charles de Gaulle zum Ministerpräsidenten mit außerordentlichen Vollmachten gewählt. Ende 1958 scheiterte eine UN-Resolution zugunsten der algerischen Unabhängigkeit noch knapp an der erforderlichen Zweidrittelmehrheit (35:18 bei 28 Enthaltungen); zwei Jahre später hingegen wurde ein entsprechender Beschluss gefasst (63:8 bei 27 Enthaltungen). Im September 1959 kündigte de Gaulle an, Algerien die Selbstbestimmung zu gewähren; ab Juni 1960 begannen Verhandlungen mit Vertretern der provisorischen Regierung Algeriens in Melun. Auch wenn es dagegen sowohl in Frankreich als auch bei Teilen insbesondere der nicht-arabischen Bevölkerung Algeriens erhebliche Widerstände gab – beispielsweise bildete sich im Januar 1961 die prokoloniale Untergrundorganisation OAS, die erstmals im April des Jahres gegen de Gaulles Politik putschte –, schritt dieser Prozess voran.
Mit dem Inkrafttreten der Verträge von Évian nach positivem Ausgang der Referenden in Frankreich (8. April 1962, 91 % Ja-Stimmen) und Algerien (3. Juli 1962, 99,7 %) endete die französische Herrschaft; dies war auch der Zeitpunkt, zu dem die Fußballauswahl des FLN aufgelöst wurde. An ihre Stelle trat die algerische Nationalmannschaft, die im Januar 1963 ihr erstes offizielles Länderspiel bestritt, nachdem der nationale Fußballverband Fédération Algérienne de Football in den Weltfußballverband FIFA aufgenommen worden war.

## Algerier im französischen Berufsfußball
| Saison  | Zahl algerischer Profis in franzö- sischen Klubs | davon: neu ver- pflichtete |
| ------- | ------------------------------------------------ | -------------------------- |
| 1947/48 | 15                                               | 0                          |
| 1949/50 | 16                                               | 02                         |
| 1955/56 | 19                                               | 03                         |
| 1956/57 | 32                                               | 15                         |
| 1957/58 | 33                                               | 07                         |
| 1958/59 | 19                                               | 07                         |
| 1960/61 | 15                                               | 03                         |
| 1961/62 | 12                                               | 03                         |
| 1964/65 | 09                                               | 01                         |
| 1969/70 | 07                                               | 01                         |

Der Fußball gehörte in Algerien bereits im ersten Drittel des 20. Jahrhunderts zu den bevorzugten Sportarten, und das nicht nur bei den europäischen Einwanderern, sondern auch in der autochthonen Bevölkerung. So gab es 1934 in den algerisch-französischen Départements mehr registrierte Spieler als im Großraum Paris. Schon seit dem Ersten Weltkrieg waren zahlreiche Fußballer aus Nordafrika von den großen Vereinen Frankreichs verpflichtet worden. Olympique Marseille etwa galt in den 1930er Jahren als „Filiale Algeriens“, wofür spätere Nationalspieler wie Joseph Alcazar, Emmanuel Aznar, Abdelkader Ben Bouali und Mario Zatelli als bekannteste Beispiele stehen. Nach dem Zweiten Weltkrieg bedienten sich Frankreichs Profiklubs verstärkt im Maghreb; wie schon in den 1930er Jahren zog es die neu Verpflichteten ganz überwiegend zu südfranzösischen Vereinen, und in der Mehrzahl handelte es sich um Offensivspieler. Dass Nordafrikaner als französische Staatsangehörige galten, erleichterte den Klubs die Einhaltung der vom Verband vorgeschriebenen Beschränkung auf anfänglich zwei Ausländer pro Mannschaft. Dazu kam, dass sie ihnen in der Regel weniger bezahlen mussten und dafür qualitativ mindestens gleichwertige Spieler bekamen: 1954 schlug eine Nordafrika-Auswahl Frankreichs A-Nationalelf im Pariser Prinzenparkstadion mit 3:2, wobei mit Abderrahman Mahjoub und Abdelaziz Ben Tifour zwei Maghrebiner den blauen Dress der Franzosen trugen, während der französische Nationalspieler Larbi Ben Barek als Kapitän der Nordafrika-Auswahl fungierte. Auch die Tatsache, dass der bescheidene algerische Amateurligist SCU El Biar die zu europäischer Bedeutung aufgestiegene und in Bestbesetzung angetretene Erstligaelf von Stade Reims 1957 aus dem französischen Pokalwettbewerb zu eliminieren vermochte, ist ein Indiz für die Existenz eines beachtlichen Talentreservoirs an der Südküste des Mittelmeeres.
Von den 40 nordafrikanischen Spielern, die zwischen 1945 und 1955 in Frankreich unter Vertrag genommen wurden, waren 23 Algerier. 1956 und 1957 nahm ihre Zahl stark zu, um ab 1958 rapide zurückzugehen (siehe Tabelle rechts). Hingegen wurden, von einzelnen Ausnahmen abgesehen, Fußballer aus den frankophonen Teilen Subsahara-Afrikas, insbesondere Französisch-Westafrika, erst ab Mitte der 1950er verpflichtet und machten erst ab Mitte der 1960er mehr als ein Drittel aller ausländischen Spieler aus.
Zu Beginn des 21. Jahrhunderts sind es eher die algerischstämmigen Angehörigen der zweiten und dritten Immigrantengeneration wie Zinédine Zidane oder, noch aktueller, Samir Nasri und Karim Benzema, die die Bedeutung Algeriens für den französischen Profifußball veranschaulichen. Erstligaspieler, die ausschließlich die algerische Staatsbürgerschaft besaßen und von einem dortigen Verein kamen, gab es 1991 lediglich noch zwei. Auch diese gegenwärtigen Beispiele bestätigen allerdings, dass die beiden obigen Aussagen über die frühen Jahre weiterhin zutreffen, wonach das algerische Erbe vor allem im südlichen Frankreich und, fußballerisch, im Offensivbereich anzutreffen ist.

## Entstehung des FLN-Teams

### Die Planungsphase
Im Herbst 1957, nach der Schlacht von Algier, beschloss die Leitung des FLN, eine „algerische Nationalmannschaft“ aufzubauen, um damit in anderen Staaten für die Unabhängigkeit Algeriens zu werben. Sie sollte auf dem sportlichen Sektor ergänzen, was durch die Gründung autonomer algerischer Organisationen in anderen Bereichen (Militär, Gewerkschaften, Studentenverband, Kulturvereine) zuvor bereits gelungen war: den Nachweis zu erbringen, dass das Land zu einer eigenständigen Entwicklung fähig war, und zugleich die Voraussetzungen für ein funktionierendes Gemeinwesen nach dem „Sieg der Revolution“ zu schaffen. Zudem erhoffte man sich positive Auswirkungen auf die Moral der eigenen Bevölkerung. Dazu schien es erforderlich, eine wirklich spielstarke Elf zusammenzustellen, weshalb sie aus Profis bestehen sollte. Dabei betrachtete eine Strömung innerhalb der FLN-Führung den Fußballsport, insbesondere den professionellen, als „Teil des kolonialherrschaftlichen Erbes“, der die kulturelle Hegemonie Frankreichs sichern helfe.
Im Endergebnis konnte sich diese Position allerdings nicht durchsetzen. Das offizielle FLN-Kommuniqué vom 15. April 1958 betonte vielmehr die Bedeutung einer erfolgreichen Mannschaft für die Herausbildung einer „nationalen Identität“ und lobte die Spieler als „konsequente Patrioten, die die Unabhängigkeit ihres Vaterlands über alles andere stellen und der algerischen Jugend ein Beispiel von Mut, Rechtschaffenheit und Selbstlosigkeit geben“.
Mit der Aufgabe, die Spieler auszuwählen, wurde Mohamed Boumezrag betraut, zu dieser Zeit eines der Vorstandsmitglieder des algerischen Regionalverbandes der Fédération Française de Football (FFF), der sie später auch trainierte und während der Reisen betreute. Politisch war seitens des FLN Mohamed Allam für die Planung und Geheimhaltung während der Aufbauphase, danach für die Reiselogistik und den Schutz der Spieler verantwortlich. Die Organisatoren dieser Mannschaft konnten einigermaßen sicher sein, genügend viele gute Spieler rekrutieren zu können, weil etliche von ihnen den Kampf des FLN schon länger unterstützten. Sie leisteten – wie zahlreiche andere, in Frankreich arbeitende Algerier auch – regelmäßige Zahlungen, die „Revolutionssteuer“ (die Rede ist von bis zu 15 % ihres Spielergehalts), und standen auch inhaltlich hinter der Unabhängigkeitsbewegung. Mustapha Zitouni erklärte dies später mit den Worten

„Ich habe viele Freunde in Frankreich, aber das Problem ist größer als wir alle. Was würdest du tun, wenn dein Land sich im Krieg befindet und du gerufen wirst?“

Aus Geheimhaltungsgründen besuchte Boumezrag jeden in Frage kommenden algerischen Profi persönlich; teilweise versicherte er sich für die erste Kontaktaufnahme auch der Unterstützung durch Mannschaftskameraden, um deren Überzeugung er bereits wusste. Er übte in den Gesprächen zwar einen gewissen moralischen Druck aus, aber die Angesprochenen hatten offenbar keine ernsteren Repressalien zu befürchten, falls sie seiner Aufforderung nicht nachkommen wollten. Absagen erhielt er, aus unterschiedlichen Motiven, beispielsweise von Kader Firoud, Salah Djebaïli (beide bei Olympique Nîmes), Ahmed Arab (FC Limoges) oder Mahi Khennane (Stade Rennais UC).

### April 1958: Auf Schleichwegen nach Tunis
Im Frühjahr 1958 waren die Vorbereitungen abgeschlossen – einschließlich einer möglichst unauffälligen Organisierung der Ausreise von Angehörigen der Spieler nach Tunesien –, so dass die Mannschaft der Öffentlichkeit vorgestellt werden konnte. Der Zeitpunkt dafür war vom FLN in Hinblick auf mediale Wirkung und psychologischen Effekt gewählt worden. Meisterschaft und Pokalwettbewerb in Frankreich befanden sich im April in ihrer entscheidenden Phase, und das öffentliche Interesse an der französischen Nationalmannschaft, die sich mit einem Spiel am 16. April gegen die Schweiz auf die Endrunde der Weltmeisterschaft in Schweden vorbereiten wollte, nahm ebenfalls zu – Frankreich sollte spüren, was es an seinen Algeriern hatte. Mustapha Zitouni und Rachid Mekhloufi standen im vorläufigen WM-Aufgebot der Bleus für dieses Turnier, das keine zwei Monate nach Vorstellung der FLN-Auswahl begann; Letzterer war zudem mit der französischen Armeeauswahl im Sommer 1957 Militärweltmeister geworden. Diese Absichten des FLN waren der Grund dafür, dass Zitounis Bitte, die Aktion auf einen Zeitpunkt nach der WM zu verschieben, unberücksichtigt blieb.
Am 8. April 1958 benachrichtigte Boumezrag alle Spieler über den Zeitpunkt ihrer Abreise nach Tunis, dem Sitz der provisorischen algerischen Regierung, wo die FLN-Auswahl der Öffentlichkeit präsentiert werden sollte. Zudem ließ er ihnen Reisepläne und konkrete Verhaltensratschläge, insbesondere für eventuelle kritische Begegnungen mit Polizisten und Grenzbeamten, zukommen. Am 13. bzw. 14. April verließen zwölf algerische Fußballer (Aribi, Bekhloufi, Ben Tifour, Boubekeur, Bouchouk, Brahimi, Chabri, Kermali, Maouche, Mekhloufi, Rouaï, Zitouni – Genaueres siehe unten, „Die Auswahlspieler“) in kleinen Gruppen, teilweise auch alleine, klammheimlich ihren Wohnort und ihren Klub in Frankreich. Als Treffpunkt mit Boumezrag war Rom vereinbart; eine Gruppe fuhr mit dem Zug direkt nach Italien, eine weitere per Privatauto durch die Schweiz. Diese zweite Gruppe erreichte aufgrund von Visumproblemen – Frankreichs Regierung versuchte inzwischen mit diplomatischen und geheimdienstlichen Mitteln, den Spielerexodus zu stoppen – Tunis erst am 20. April, die beiden allein reisenden Spieler (Hacène Chabri und Mohamed Maouche) sogar noch sehr viel später.
Maouche wollte sich mit der Schweizer Gruppe in Lausanne treffen, verpasste diese jedoch. Da er noch in der französischen Armee diente, befürchtete er, nach 48 Stunden wegen Desertion zur Fahndung ausgeschrieben zu werden, und wollte deshalb vor Ablauf dieser Frist nach Frankreich zurückkehren. An der Grenze soll er jedoch verhaftet und für gut einen Monat arrestiert worden sein. Eine Militärgerichtsverhandlung blieb ihm anschließend allerdings erspart. Zur FLN-Auswahl stieß er erst Ende 1960.
Chabri wurde in Menton, an der Grenze zu Italien, festgenommen, wo französische Beamte ihn einem Verhör unterzogen. Algerier standen seinerzeit unter dem Generalverdacht, Waffen bzw. größere Geldmengen zur Unterstützung des FLN außer Landes zu bringen. Da der Fußballer den wahren Grund für seinen Grenzübertritt verschwieg und keine die Polizisten überzeugende Erklärung geben konnte, wurde er nach Marseille gebracht, inhaftiert, später – als sein wahres Reisemotiv längst bekannt war – unter Anklage gestellt und wegen „Beeinträchtigung der Sicherheit des Staates“ (atteinte à la sûreté de l’État) auch verurteilt. Er verbüßte seine Strafe in einem Gefangenenlager nahe Algier und konnte erst im Oktober auf Umwegen nach Tunis gelangen.
Die rechtzeitig angekommenen Spieler wurden in Tunis vom provisorischen Ministerpräsidenten Ferhat Abbas und Tunesiens Staatsoberhaupt Habib Bourguiba empfangen und dabei der Presse vorgestellt. Weitere Frankreichprofis erklärten ihre Unterstützung in den folgenden Tagen und Wochen. Offenbar war die Geheimhaltung im Vorfeld gelungen; das anschließende Medienecho war so gewaltig, wie vom FLN erhofft. Die Schlagzeile von L’Équipe am 15. April lautete „9 algerische Fußballer verschwunden“; France Football widmete dem Thema einige Tage später sogar vier Seiten. Die öffentliche Diskussion über diesen Schritt verlief kontrovers. Die betroffenen Vereine kündigten die Spielerverträge fristlos, und der Verband zog ihre Lizenzen ein. Dazu gab die FFF eine Erklärung heraus, deren Kernsätze lauteten:

„Unsere Verbandsfunktionäre sind durchdrungen von Vertrauen in die Zukunft des Fußballs in unseren teuren nordafrikanischen Provinzen. … Die [dortigen] einheimischen Spieler beißen voller Hunger in das Brot des Fußballs, das wir ihnen zuteilen.“

Es gab im Land aber auch zahlreiche Stimmen, die Verständnis für den Schritt der Sportler äußerten, weil sie beispielsweise der Kolonialpolitik – einschließlich der französischen – kritisch oder ablehnend gegenüberstanden. Dazu zählten auch Fußballer: etliche Nationalspieler, darunter Kopa, Fontaine und Piantoni, unterschrieben Ende Juni in Schweden eine Postkarte mit freundlichen Grüßen an Zitouni.

## Anfang mit Hindernissen
In Tunis nahm die Mannschaft alsbald ein regelmäßiges Training auf, meist unter der Leitung Boumezrags und Aribis, später auch Ben Tifours. Ihr erstes offizielles Spiel als – nach eigenem Verständnis – algerische Nationalelf fand am 9. Mai 1958 gegen Marokkos A-Auswahl statt und endete mit einem 2:1-Sieg. Zwei Tage später besiegte das in den Landesfarben (grüne Hemden, weiße Hosen und grüne Stutzen) antretende Team Tunesien mit 6:1. Dabei ergänzte Khaldi Hammadi, ein in Tunesien lebender algerischer Verteidiger, die zehn Profis; das Problem, dass diese fast ausschließlich Offensivkräfte waren, wurde durch die „Umschulung“ Bekhloufis zum Abwehrspieler gelöst. Die erste Reise führte die FLN-Auswahl im Juni nach Libyen. Im August stieß eine sechsköpfige Gruppe aus Frankreich zur Mannschaft (Bouchache, Smaïn Ibrir, Mazzouz, die Brüder Soukhane, Zouba), im Herbst 1958 folgten Doudou und Haddad. 1960 ergänzten weitere elf Spieler aus Frankreich das Team.
Die bis dahin ordentlich verdienenden Berufsfußballer wurden über die Reisekosten hinaus vom FLN während der vier Jahre finanziell unterstützt. Das war auch notwendig, denn wirklich reich werden konnte in der französischen Division 1 nur eine Handvoll Spieler (aus der Unabhängigkeitself lediglich Mustapha Zitouni und, eingeschränkt, Rachid Mekhloufi), während die große Mehrheit nicht viel mehr als ein Facharbeiter oder Angestellter erhielt, wovon sich keine größeren Rücklagen bilden ließen. Jeder Spieler, ob alleinstehend oder verheiratet, bekam vom FLN Miete und sämtliche Nebenkosten für eine möblierte Neubauwohnung in Tunis erstattet, dazu Kleidung, Schuhe sowie die komplette Sportausrüstung und monatlich 50.000 FF (was nach heutiger Kaufkraft knapp 800 Euro entspräche). Dies war für die meisten sogar mehr als sie vorher verdienten; lediglich für Zitouni, der bei seinem Verein zuletzt etwa 150.000 FF pro Monat erhalten hatte und dem ein noch deutlich höheres Angebot von Real Madrid vorlag, bedeutete es eine spürbare Verschlechterung. Neben dem materiellen Aspekt war es aber vor allem die persönliche Überzeugung, in einem Krieg, der in nahezu jeder Familie Opfer gefordert hatte, das Richtige zu tun, wie beispielsweise Mohamed Maouche rückblickend für sich feststellte:

« Avec le recul du temps, je peux dire qu’aucun d’entre nous ne regrette. Nous … étions révolutionnaires. J’ai lutté pour l’indépendance. »

„Ich kann sagen, dass niemand von uns [sein Mitwirken] bedauert hat. … Wir waren Revolutionäre. Ich kämpfte für die Unabhängigkeit.“

Als Problem beim Abschluss von Spielen stellte sich zunächst das Verhalten der internationalen Fußballverbände heraus: Algerien hatte im Mai 1958 seine Mitgliedschaft beim Weltverband (FIFA) beantragt, durfte aber weder der FIFA noch dem afrikanischen Kontinentalverband (CAF) beitreten. Auf frühzeitige Intervention des französischen Verbandes FFF drohte die FIFA darüber hinaus ihren Mitgliedern am 7. Mai mit Sanktionen, sollten sie Begegnungen gegen die FLN-Auswahl zulassen. Nachdem die Algerier Ende 1958 eine Gastspieltournee durch Marokko absolviert hatten, sperrte die FIFA den marokkanischen Verband. Dessen Vorsitzender distanzierte sich daraufhin von den maghrebinischen Nachbarn, indem er behauptete, diese Spiele seien ohne seine Billigung und nur auf ausdrücklichen Wunsch des marokkanischen Königs Mohammed V. zustande gekommen; die FIFA hob daraufhin Ende April 1959 Marokkos Sperre auf, was den französischen Verband zu einem erneuten Protest veranlasste.

Auch von der CAF, die ihren Sitz in Kairo hatte und deren erste beiden Präsidenten Ägypter waren, erhielt die Mannschaft wenig Unterstützung: im Januar 1959 war sie bereits in Ägypten eingetroffen, fand dort aber nicht einen einzigen Gegner, auch kein Vereinsteam oder eine Stadtauswahl. Auf dem afrikanischen Kontinent boten ihr lediglich Tunesien und das von der FIFA schon länger suspendierte Libyen Bühnen, um ihre attraktive, als „lebhaft und angriffslustig“ charakterisierte Spielweise zu präsentieren. Dabei ist freilich zu berücksichtigen, dass die kontinentalen Fußballverbände ihrerseits trotz partieller Autonomie gleichfalls der FIFA angehören und deren Regularien unterworfen sind. Zudem waren weite Teile Afrikas noch von Kolonialmächten abhängig. Nait-Challal ergänzt zwei Vermutungen, weshalb es bis 1962 zu keinem einzigen Aufeinandertreffen mit ägyptischen Teams gekommen ist. Zum ersten habe der ägyptische Verband befürchtet, seine sportliche Vormachtstellung in der Region könnte Schaden nehmen, wenn die eigene Nationalelf oder die dominierenden Klubs gegen die Algerier schlecht abschnitten. Zum zweiten habe die Nasser-Regierung nach der Suezkrise vermeiden wollen, international zusätzlichen Anlass zu diplomatischen Irritationen zu geben. Damit ließe sich zudem erklären, weshalb die FLN-Auswahl trotz wiederholter Anfragen auch in Syrien keine Gegner fand: Syrien und Ägypten waren seit Februar 1958 in einer politischen Union, der Vereinigten Arabischen Republik, eng miteinander verbunden.

## Die Auswahlspieler
Zu den prominentesten Profifußballern, die in den vier Jahren für diese Mannschaft gespielt haben, gehörten die Torhüter Abderrahmane Boubekeur (AS Monaco) und Abderrahman Ibrir (Ex-Olympique Marseille), Abwehrspieler Mustapha Zitouni (Monaco) sowie die als Außenläufer bzw. Stürmer eingesetzten Abdelaziz Ben Tifour (Monaco), Saïd Brahimi (FC Toulouse), Abdelhamid Kermali (Olympique Lyon), Mohamed Maouche (Stade Reims), Rachid Mekhloufi (AS Saint-Étienne) und Ahmed Oudjani (RC Lens, wie Ibrir und Maouche ab 1960). Fünf von ihnen hatten zuvor auch schon A-Länderspiele für Frankreich bestritten, nämlich Ibrir, Zitouni, Ben Tifour, Brahimi und Mekhloufi.
Weitere Mitglieder der Auswahl waren Saïd Amara (AS Béziers), Mokhtar Arribi/Aribi (a) (Lens, anschließend Trainer bei AS Avignon), Kaddour Bekhloufi (Monaco), Ali Benfadah (SCO Angers), Chérif Bouchache, Hocine Bouchache (beide Le Havre AC), Abdelhamid Bouchouk (Toulouse), Mohamed Bouricha (Olympique Nîmes), Hacène Bourtal (Béziers), Hacène Chabri (Monaco), Dahmane Defnoun (Angers), Ali Doudou (USM Bône/Algerien), Saïd Haddad (Toulouse), Khaldi Hammadi (Stade Tunisien/Tunesien), Smaïn Ibrir (Le Havre), Abdelkrim Kerroum (AS Troyes-Savinienne), Abdelkader Mazzouz/Mazouza (a) (Nîmes), Mokrane Oualiken (SO Montpellier), Amar Rouaï/Rouiaï (a) (Angers), Abdallah Hedhoud, genannt „Settati“ (Girondins Bordeaux), Abderrahmane Soukhane, Mohamed Soukhane (beide Le Havre) sowie Abdelhamid Zouba (Chamois Niort).

Für die FLN-Elf liegen bisher keine vollständigen Mannschaftsaufstellungen der einzelnen Spiele vor, aber bis etwa Mitte 1959 – das heißt, während der ersten ca. 45 Spiele – hatte sich eine Stammformation wie hierneben dargestellt herausgebildet.
Verletzungen infolge der teilweise strapaziösen Tourneebelastungen sowie die später eintreffenden Neuzugänge führten dazu, dass die Mannschaft mit der Zeit ihr Gesicht und ihr Spielsystem änderte. Ab der Ostasienreise von Oktober bis Dezember 1959 wurde vom WM-System auf ein 4-3-3 umgestellt; in der Abwehrreihe ersetzte Abdelhamid Zouba Hammadi und Mohamed Soukhane rückte zusätzlich in die Innenverteidigung, wofür mit Bouchouk auf einen Stürmer verzichtet wurde. Mohamed Soukhanes Bruder Abderrahmane ersetzte Brahimi im Angriff, und anstelle von Boubekeur hütete Ali Doudou das Tor. Mit dem Eintreffen weiterer Spieler kam es ab 1960 zu einzelnen Änderungen bzw. Ergänzungen (siehe rechts).
Von den insgesamt 30 algerischen Frankreichprofis, die in der Unabhängigkeitself eingesetzt worden waren, kehrten 1962 lediglich 13 (überwiegend die jüngeren) in den französischen Ligabetrieb zurück, meist zu ihren Vereinen des Frühjahrs 1958. Soweit bekannt, wurde ihre Rückkehr von Klubvorständen und Zuschauern positiv aufgenommen. Amar Rouaï erhielt bei seinem Antrittsbesuch 1962 in der Geschäftsstelle des SCO Angers als erstes einen Gehaltsscheck über den Betrag ausgehändigt, den ihm der Verein für März und den halben April 1958 noch schuldete.
Mindestens acht der Auswahlspieler wurden in die 1963 neu gebildete algerische Nationalmannschaft berufen und waren auch an mehreren derjenigen vier Länderspiele beteiligt, die zu den ganz frühen Höhepunkten der Fennecs – „Wüstenfüchse“ ist eine Bezeichnung für die dortige Nationalelf – zählen:
- am 28. Februar 1963 beim 4:0 gegen die Tschechoslowakei: Amara, Boubekeur, Defnoun, Mekhloufi, Oudjani, A. Soukhane, M. Soukhane
- am 1. Januar 1964 beim 2:0 gegen Deutschland: Amara, Boubekeur, Mekhloufi, Oudjani, A. Soukhane, Zitouni
- am 4. November 1964 beim 2:2 gegen die UdSSR: Boubekeur, Defnoun, Mekhloufi, Oudjani, A. Soukhane, M. Soukhane, Zitouni
- am 17. Juni 1965 beim 0:3 gegen Brasilien: Defnoun, Mekhloufi, Oudjani, A. Soukhane, Zitouni

Mekhloufi, der als Spieler letztmals im Dezember 1968 für Algerien auflief, war seit den 1970ern mit Unterbrechungen Nationaltrainer – sowie 1988 für ein paar Monate sogar Präsident des nationalen Fußballverbandes – und in dieser Funktion einer der Hauptbetroffenen des deutsch-österreichischen „Nichtangriffspakts von Gijón“ bei der Weltmeisterschaft 1982. Auch Amara, Ben Tifour, A. Ibrir, Kermali, Maouche und Zouba (dieser zuletzt noch 2003) hatten dieses Traineramt nach 1962 zumindest kurzzeitig inne.

## Sportliche Bilanz

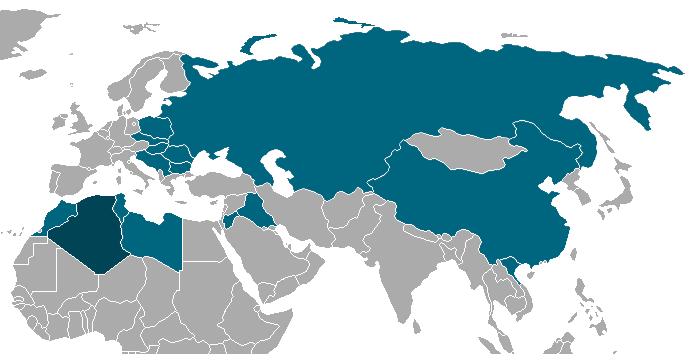
In mittelblau diejenigen Staaten u. Ä., in denen die FLN-Auswahl Spiele bestritten hat; in Algerien (dunkelblau) tat sie dies verständlicherweise nie.

Trotz der internationalen Restriktionen hat die FLN-Auswahl in den vier Jahren ihres Bestehens gegen etliche europäische und asiatische Stadt- und Klubmannschaften, aber auch gegen A-, Militär- und Juniorennationalmannschaften gespielt. Dazu reiste sie in ein Land, bestritt dort mehrere Begegnungen innerhalb relativ kurzer Zeit und kehrte anschließend nach Tunesien zurück. Allerdings gab es auch drei besonders lange Tourneen: Mai bis Juli 1959 (20 Spiele in Bulgarien, Rumänien, Ungarn, Polen, der Sowjetunion und der Tschechoslowakei), Oktober bis Dezember 1959 (11 Spiele in der Volksrepublik China und Nordvietnam) sowie März bis Juni 1961 (21 Spiele in Jugoslawien, Bulgarien, Rumänien, Ungarn und der Tschechoslowakei). Das Team bestand stets darauf, dass vor dem Anpfiff die Flaggen gehisst und die Nationalhymnen gespielt wurden – beide zum damaligen Zeitpunkt noch nicht offizielle Insignien der algerischen Selbständigkeit.
Ihre Gegner kamen aus folgenden Staaten (in Klammern die jeweilige Zahl der ausgetragenen Partien): Tunesien (8), Libyen (8), Marokko (6), Bulgarien (9), Tschechoslowakei (8), Rumänien (7), Ungarn (6), Jugoslawien (5), Sowjetunion (5), Polen (1), Irak (6), VR China (5), Nordvietnam (5) und Jordanien (4). Von den osteuropäischen Mitgliedern des Warschauer Pakts bereiste die FLN-Auswahl lediglich die DDR nicht; Gründe dafür werden in der Literatur nicht genannt.

Obwohl sie keine Heimspiele in Algerien austragen konnte, erreichte die Mannschaft hervorragende Ergebnisse gegen international starke Gegner, namentlich Erfolge in Jugoslawien (6:1, wo sie sich allerdings auch mit 0:3 geschlagen geben musste), Ungarn (6:2) und der CSSR (6:0). Gegen „fußballerische Entwicklungsländer“ gab es teilweise regelrechte Kantersiege, so ein 11:0 in Jordanien, ein 10:1 im Irak und einen 7:0-Sieg in Nordvietnam. Ihre erste Niederlage kassierte sie im Mai 1959 (0:1 gegen Botew Plowdiw), ihre höchste im selben Jahr mit 1:5 gegen eine chinesische Provinzauswahl.
Über den sportlichen Wert vieler dieser Begegnungen waren die Spieler durchaus geteilter Meinung; es gab sogar Unzufriedenheit über zu einfach errungene Erfolge. Ähnlich, wenn auch differenzierter, drückte Rachid Mekhloufi dies 1967 aus:

« Pendant quatre ans, j'ai été un footballeur … disputant des matchs trop faciles, suivant des entraînements sans rigueur. J'avais perdu le goût de l'effort, la nécessité de lutter. Cependant, j'ai beaucoup appris en regardant les autres, en voyant les Hongrois, à l'invention créatrice toujours neuve, … En Chine, au Viêt-nam, j'ai appris … la joie de jouer et la simplicité dans le jeu, des qualités que nous avons un peu tendance à négliger. »

„Vier Jahre lang … habe ich zu leichte Spiele bestritten und nie sonderlich hart trainiert. Ich hatte das Gefühl für Anstrengung und die Notwendigkeit zu kämpfen verloren. Andererseits habe ich durch das Kennenlernen anderer Einstellungen, etwa der Kreativität der Ungarn … oder der Spielfreude und Einfachheit [der Asiaten], viel gelernt – Eigenschaften, die bei uns ein wenig in Vergessenheit geraten sind.“

| Spiele gegen A-Nationalmannschaften | Spiele gegen A-Nationalmannschaften | Spiele gegen A-Nationalmannschaften |
| Datum                               | Gegner                              | Ergebnis                            |
| ----------------------------------- | ----------------------------------- | ----------------------------------- |
| 3. Mai 1958 „Trainingsspiel“        | Tunesien                            | 5:1                                 |
| 9. Mai 1958                         | Marokko                             | 2:1                                 |
| 11. Mai 1958                        | Tunesien                            | 6:1                                 |
| März 1959                           | Tunesien                            | 4:0                                 |
| 20. Mai 1959                        | Bulgarien                           | 3:4                                 |
| November 1959                       | Nordvietnam                         | 5:0                                 |
| Januar 1960                         | Libyen                              | 7:0                                 |
| 29. März 1961                       | Jugoslawien                         | 6:1                                 |
| April 1961                          | Bulgarien                           | 1:3                                 |
| Mai 1961                            | Rumänien                            | 5:2                                 |
| Mai/Juni 1961                       | Ungarn                              | 2:2                                 |

Dass sich keine Gegner aus der westlichen Welt fanden, lässt sich über das FIFA-Verdikt hinaus auch mit dem strikten „Blockdenken“ in dieser Hochzeit des Kalten Krieges erklären, in dem sich die Westmächte mitsamt ihren Verbündeten und der Ostblock dermaßen unversöhnlich gegenüberstanden, dass selbst ein kulturelles oder sportliches Überschreiten des „Eisernen Vorhangs“ die absolute Ausnahme blieb. Neutral bleiben konnte kaum ein Staat; die Bewegung der blockfreien Staaten gründete sich erst im September 1961. Von den 14 Staaten, in denen die FLN-Auswahl angetreten ist, hatten zwölf 1958 in der UN-Vollversammlung (siehe oben, „Historischer Hintergrund“) für die algerische Autonomie gestimmt.
Die Gesamtzahl der Spiele ist umstritten, was darauf zurückzuführen sein dürfte, dass es sich aus Sicht der internationalen Verbände nicht um offizielle Begegnungen handelte, keine unanfechtbare Statistik geführt und gelegentlich – ab 1959, aufgrund der wachsenden Zahl an Spielern – auch zwei Partien gleichzeitig ausgetragen wurden. Am besten belegt ist die Angabe bei Nait-Challal: Er kommt auf 83 Spiele, die er nach Jahren und Herkunftsländern der gegnerischen Teams aufschlüsselt; zudem finden sich bei ihm auch zahlreiche Einzelergebnisse. Danach siegte die FLN-Auswahl in 57 Partien, spielte 14-mal unentschieden und verlor zwölf Begegnungen; das Torverhältnis betrug 349:119. Andere vorliegende Quellen kommen auf 53 (39 Siege, zehn Remis und vier Niederlagen), 62 (47 Siege, elf Unentschieden, vier Niederlagen bei einem Gesamttorverhältnis von 246:66) oder sogar 91 Spiele (65 Siege, je 13 Remis und Niederlagen, Torverhältnis insgesamt 385:127). Von den Detailunterschieden abgesehen, beweisen all diese Bilanzen, dass die Unabhängigkeitself torgefährlich und erfolgreich spielte. Soweit für einzelne Partien Zuschauerzahlen in Erfahrung zu bringen sind, waren die Stadien, in denen sie auftrat, stets sehr gut gefüllt, oft sogar ausverkauft. Ihrem Sieg über die jugoslawische Nationalmannschaft beispielsweise wohnten 80.000 Zuschauer im Stadion von Roter Stern Belgrad bei, ihrem 2:2 gegen Petrolul Bukarest sogar 90.000. Dazu hat sicherlich auch der Umstand beigetragen, dass ihre Auftritte als ehemalige Profis, die sich der revolutionären Sache verschrieben hatten, propagandistisch groß angekündigt wurden; darüber hinaus bestätigten die Spieler aber auch regelmäßig ihren Ruf, wirklich ansehnlichen Fußball zu bieten.
Viele gegnerische Teams schenkten den Algeriern sportlich nichts; vor und nach den Partien fühlten die Gäste sich aber stets willkommen – mit der einen Ausnahme Polen im Sommer 1959, wo die Mannschaft schon am Ankunftstag das ihr zugewiesene Quartier in Łódź als unzumutbar ablehnte. Sie fand an diesem Abend auch kein geöffnetes Restaurant mehr, und einen Empfang oder gar ein Bankett hatten die Gastgeber nicht vorgesehen. Tags darauf erklärten die polnischen Offiziellen ihre Weigerung, vor dem abendlichen Anpfiff die algerische Fahne zu hissen und die Nationalhymnen abzuspielen, was sie mit dem FIFA-Verbot und den traditionell guten Beziehungen zu Frankreich begründeten. Sie lenkten erst ein, als daraufhin die algerischen Spieler ihrerseits keine Anstalten machten, die Umkleidekabine des Stadions zu verlassen. Nach diesem Spiel einigten sich beide Seiten darauf, diesen Teil der Tournee vorzeitig abzubrechen.

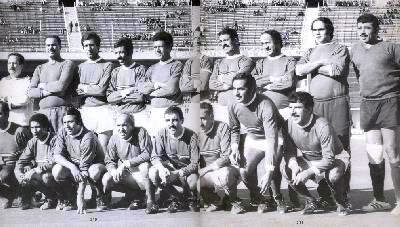
Mitglieder der ehemaligen FLN-Elf im Jahr 1974:
stehend: ein Betreuer, Doudou, Zouba, Rouaï, Amara, Zitouni, M. Soukhane, Bouricha, Oudjani, Boubekeur
hockend: Mazzouz, Kerroum, Benfadah, Bouchouk, A. Soukhane, Kermali, Mekhloufi, Oualiken (jeweils v.l.n.r.)

Dagegen blieb die FLN-Auswahl am Ende ihrer Ostasientournee auf Einladung der dortigen Regierung drei Wochen länger als beabsichtigt in China. Dies nutzten die Spieler für eine ausgedehnte Rundreise durch das Land und waren im Gegenzug gerne bereit, einheimischen Trainern am Nationalen Sportinstitut in Peking die Geheimnisse ihrer Ballbeherrschung zu demonstrieren. Auf dem anschließenden Rückflug legte die Mannschaft über die Weihnachtstage 1959 einen Zwischenstopp in der Bundesrepublik Deutschland ein, wo sie von Vertretern Eintracht Frankfurts zum Besuch eines Oberligaspiels eingeladen wurde, bei dem die Algerier als Ehrengäste im Riederwaldstadion am 27. Dezember einen 4:1-Sieg über den Karlsruher SC sahen.
Ihre letzten Begegnungen absolvierte die Mannschaft um den Jahreswechsel 1961/62 in Libyen. Aufgrund der politischen Entwicklung hatte sie ihre Bedeutung als Botschafter für die algerische Unabhängigkeit weitgehend eingebüßt; zudem war es angesichts des Terrors der OAS, der Bizerta-Krise (ab Juli 1961) und des weiterhin massiven Vorgehens französischer Sicherheitskräfte gegen Algerier – wie am 5. Juli in Algier und am 17. Oktober 1961 in Paris – nicht ungefährlich für Vertreter der Befreiungsbewegung, sich auf Reisen zu begeben. Während der kommenden Monate betätigten sich die Spieler teils als Trainer bei Vereinen in Tunesien und Libyen, teils begannen sie eine Ausbildung oder genossen das Nichtstun. Erst im Juni 1962 verabschiedete der FLN die Spieler endgültig; am 29. Juni hob die FFF ihr Spielverbot gegen diejenigen Profis auf, die „ihren Verein verlassen hatten, sofern sie sich diesem wieder zur Verfügung stellten“.

Einmal ist der ursprüngliche Kern der FLN-Auswahl danach aber noch nahezu vollständig zusammengekommen: im Dezember 1970 bestritten neun der ersten zehn Fußballer vom April 1958, verstärkt durch elf weitere ehemalige Mitspieler, in Algier vor 20.000 Zuschauern ein Abschiedsspiel für ihren drei Wochen zuvor verunglückten Mannschaftskameraden Abdelaziz Ben Tifour.

## Spätere Rezeption
Die Rolle dieses Auswahlteams für die Erlangung der Unabhängigkeit ist in Algerien seit 1962 wiederholt hervorgehoben worden. So hat Algeriens erster Staatspräsident, der FLN-Mitbegründer Ahmed Ben Bella, der 1940 selbst kurzzeitig bei Olympique Marseille Fußball spielte, in Reden immer wieder auf die Bedeutung der Mannschaft hingewiesen. Der 50. Jahrestag ihrer Gründung gab Mitte April 2008 Anlass zu zahlreichen Erinnerungsveranstaltungen, Fernsehsondersendungen und Ehrungen ehemaliger Spieler. Bei einem dieser Anlässe sagte der Präsident der Republik, Abdelaziz Bouteflika:

„Sie haben eines der schönsten Kapitel der algerischen Geschichte, des antikolonialen Kampfes und des Sports im Allgemeinen geschrieben.“

Die algerische Post hat zu diesem Anlass einen Ersttagsbrief und eine Postkarte mit zwei Fotos der Mannschaft herausgegeben (siehe unten, „Weblinks“). FIFA-Präsident Joseph Blatter, von Rachid Mekhloufi persönlich eingeladen, fehlte bei der offiziellen Jubiläumsveranstaltung, weil sein „prall gefüllter Terminkalender eine Reise nach Algerien zu diesem Zeitpunkt leider nicht [zuließ]“.
In dem Roman Le Vainqueur de coupe von Rachid Boudjedra (Denoël, Paris 1981) stehen die Elf und insbesondere ihr „Kopf“ Mekhloufi im Zentrum; über Mekhloufi und die Mannschaft haben auch die französischen Fußballhistoriker Pierre Lanfranchi und Alfred Wahl Aufsätze in Fachzeitschriften veröffentlicht.
Die für einen größeren Markt produzierte, neuere Fußballliteratur in Frankreich hingegen beschränkt sich in aller Regel auf wenige Zeilen zu diesem Thema und erwähnt dabei meist lediglich die Tatsache, dass einzelne Vereinsmannschaften kurz vor Saisonende 1957/58 einen personellen Aderlass zu verkraften hatten. Frankreichs späterer Nationaltrainer Michel Hidalgo, damals Stürmer bei AS Monaco, widmet dem Vorgang auch nur fünf Sätze in seiner 2007 erschienenen Autobiographie, wobei er sich hauptsächlich darüber beklagt, dass seine Mannschaft von den fünf Algeriern „in der entscheidenden Phase der Saison 1957/58 im Stich gelassen worden“ sei. Auf Monacos Vereinswebseite klingt immerhin leises Bedauern über ihren Weggang an: „Unglücklicherweise beraubte der Algerienkrieg die AS ihrer brillanten nordafrikanischen Spieler …“.
Es kann angenommen werden, dass die Einstellung, die algerischen Spieler hätten „nur ihre Pflicht getan“ (so Bordeaux’ damaliger Bürgermeister Jacques Chaban-Delmas nach der Rückkehr von Settati zu Girondins Bordeaux), bis heute eher eine Minderheitsposition in Frankreich geblieben ist. Auch der berühmte Ausspruch Präsident de Gaulles („Sie sind Frankreich!“) gegenüber dem zweifachen Saint-Étienner Torschützen Mekhloufi nach dem französischen Pokalendspiel 1968 blieb eine Momentaufnahme. Erst anlässlich des 50-jährigen Jubiläums der FLN-Auswahl erschienen dort zwei Buchtitel speziell zu diesem Kapitel der algerisch-französischen Sporthistorie (siehe unten, „Literatur“).
Am 6. Oktober 2001 – gut 39 Jahre nach dem Ende der kolonialen Abhängigkeit – kam es zum ersten offiziellen A-Länderspiel der Männer zwischen Frankreich und Algerien überhaupt. Im Vorfeld dieses Freundschaftsspiels wurde in den Medien beider Länder gelegentlich auch an die algerische Auswahl erinnert. Überwiegend standen aber die bis heute nicht umfassend aufgearbeitete Konfliktgeschichte und der aktuelle Stand der Beziehung zwischen Algeriern und Franzosen im Vordergrund, der sich insbesondere in der Lebenssituation algerisch-muslimischer Einwanderer in Frankreich manifestiert. Die Hoffnung mancher Kommentatoren, dieses Fußballspiel im ausverkauften Stade de France würde ein „Fest der Verständigung“ und eine „Chance zur Wiederannäherung beider Länder“ (Lilian Thuram) nach einem „so schmerzhaften und lange Zeit verdrängten Trennungsprozess“, erfüllte sich nicht. Nachdem schon das Abspielen der Nationalhymnen in einem Pfeifkonzert unterging, führte die Erstürmung des Spielfeldes durch Zuschauer, darunter zahlreiche algerischstämmige Franzosen, in der 76. Minute zum Abbruch der Begegnung. L’Équipe titelte am folgenden Tag mehrdeutig „Eine abgebrochene Geschichte“, die Schlagzeile von Libération lautete „Frankreich-Algerien, 40 Jahre Spielabbruch“.
Auch einer französischen Nationalelf, die aufgrund ihrer personellen Zusammensetzung in wortspielerischer Anlehnung an die Farben der Landesflagge (bleu-blanc-rouge) häufig als „black-blanc-beurs“ („Schwarze, Weiße, Maghrebiner“) bezeichnet wird, war es nicht gelungen, die existierenden sozialen und politischen Widersprüche wenigstens für 90 Minuten vergessen zu machen. Andererseits äußerte Algeriens Stürmer Farid Ghazi die Hoffnung, „eines Tages eine solche Partie doch noch durchführen zu können“.